# Horoy Times Square
Le Horoy Times Square est un gratte-ciel de 220 mètres construit en 2017 à Shenzhen en Chine.